# بانک آسیا یونیورسال
بانک آسیا یونیورسال (انگلیسی: Asia Universal Bank) شرکت خدمات مالی و بانکداری قرقیزستانی است، که در سال ۱۹۹۷ توسط باب دول تأسیس شد.